# Samaná
Samaná är en provins i nordöstra Dominikanska republiken, med kust mot Atlanten och Samanáviken. Provinsen har cirka 112 000.. Den administrativa huvudorten är Santa Bárbara de Samaná.

## Administrativ indelning
Provinsen är indelad i tre kommuner:
- Las Terrenas, Santa Bárbara de Samaná (Samaná), Sánchez